# The Persuaders!
The Persuaders! es una serie de televisión inglesa, comedia de aventuras, considerada serie de culto, protagonizada por el actor británico Roger Moore y el estadounidense Tony Curtis, conocida en España como Los Persuasores y en Hispanoamérica como Dos tipos audaces.

## Descripción y argumento
La serie fue protagonizada por Tony Curtis como Danny Wilde (Daniel Wilde) y Roger Moore como Lord Brett Sinclair (Rex Rupert George Robert Andrew Sinclair) Conde de Mannox, quienes interpretan a dos playboys internacionales puestos a resolver algunos problemas por el retirado juez inglés Fulton.
Gran parte del humor de la serie derivaba de las diferencias entre las costumbres británicas y estadounidenses. En un episodio Tony Curtis interpretando a Danny Wilde dice "¿Quién creen que soy, Tony Curtis?". El show terminó después de una temporada, como consecuencia de los bajos niveles de audiencia, en la televisión de los Estados Unidos, liberando así a Roger Moore para protagonizar las películas de James Bond. Roger Moore había estado directamente involucrado en la producción de la serie, incluso dirigió dos capítulos ("Un tiempo y un lugar", N° 6, y "El largo adiós, N° 13), en donde también trabajaba su hija. La necesidad de una coestrella estadounidense se consideraba imperativa para asegurar una emisión en la televisión en los Estados Unidos. Se rechazaron las elecciones de Rock Hudson y Glenn Ford. Tony Curtis acordó el proyecto de la serie y voló a Inglaterra en abril de 1970 para comenzar el rodaje.[cita requerida]
El personaje de Brett Sinclair resulta ser un aristócrata inglés, criado en Londres, muy atildado en su condición de noble. Sobrio y elegante. Educado en Harrow School (el mismo colegio al que asistió sir Winston Churchill) y en la Universidad de Oxford (se desconoce en qué disciplina). Deportista, se lo muestra practicando remo, rugby. También se hace referencia a un pasado militar y a su actividad como criador de caballos pura sangre y piloto de Fórmula 1.[cita requerida]
El personaje de Danny Wilde es su contrapunto. Un típico hombre hecho por sí mismo ("self-made man"), menos formal y más abierto. Criado en el Bronx de Nueva York, estuvo en la Marina de los Estados Unidos, iniciado en los negocios inmobiliarios y del petróleo, con los que se hizo rico.[cita requerida]
En la introducción de la serie se muestran los contrastes entre ambos personajes y el perfil de cada uno, haciendo referencia a sus vidas desde sus inicios. La música de John Barry acompaña.
En el primer capítulo se introduce la historia. Dos hombres a los que no los une absolutamente nada se ven obligados a trabajar forzadamente en algunos casos en particular por un juez retirado inglés (Fulton) que los conduce a hacer sus trabajos de investigación. Con el discurrir de la serie, ambos se sienten a gusto haciendo estos trabajos y trabando amistad.

## Elenco y doblaje
- Roger Moore: Lord Brett Sinclair. Doblado al español de América por Carlos Rotzinger (también lo dobló en "El Santo").[cita requerida]
- Tony Curtis: Danny Wilde. Doblado al español de América por Jorge Lapuente.
- Laurence Naismith: Juez Fulton.[cita requerida]

## Automóviles
- Brett Sinclair/Roger Moore: Aston Martin DBS V8 (número de chasis DBS/5636/R). Aunque en la serie utiliza una placa personalizada (BS 1 - Brett Sinclair 1-) en el episodio "El Napoleón de oro" (The Gold Napoleon) circuló con su placa original: "PPP 6H"
- Danny Wilde/Tony Curtis: Ferrari Dino 246 GTS (número de chasis 00810). Circulaba con su placa original de Módena (Italia) "221400.MO"

## Algunos datos
- En la serie participaron, junto a Roger Moore, actores y actrices que luego lo acompañarían en la saga James Bond 007. Bernard Lee (M) y Lois Maxwell (Miss Moneypenny) son los más representativos.[cita requerida]
- Peter Hunt, quien dirigió el capítulo #11 "Cadena de sucesos", dirigió también el filme "Al servicio de su Majestad" de la franquicia 007 James Bond, que protagonizó el australiano George Lazenby y luego dirigió a Roger Moore en dos películas "Gold/Oro" y "Shout at the Devil/Nos veremos en el infierno".[cita requerida]
- John Barry compuso el tema principal, llamado "The Persuaders!, y también compuso "James Bond Theme" para la franquicia James Bond 007 a partir del primer filme, "Dr. No".[cita requerida]
- El automóvil preferido de James Bond es un Aston Martin.[cita requerida]
- Cada episodio costaba £100,000 de la época, el equivalente hoy a £1,800,000, algo así como EUR 2.434.014,00, y se filmaba en los escenarios naturales de Italia, Francia, España, Suecia e Inglaterra. El resto se terminaba en los estudios de Pinewood, Inglaterra.[cita requerida]
- Roger Moore utilizaba sus propios diseños de vestuario.[cita requerida]
- En el capítulo "A death in the family/Tragedia familiar", la actriz invitada fue Diane Cilento, que en ese momento era la esposa de Sean Connery, y también participó el actor Ivor Dean, quien acompañó a Roger Moore muchas veces en El Santo como el inspector Claude Estace Teal.[cita requerida]
- En ese mismo capítulo, Roger Moore interpreta a cuatro personajes que resultan ser parientes entre sí: 1) Lord Brett Sinclair 2) El General 3) El Almirante 4) Lady Agatha. En tanto, Tony Curtis hace lo suyo interpretando a dos personajes: 1) Danny Wilde 2) Tía Sophie.[cita requerida]
- En el capítulo "The Ozerov heritage/La herencia Ozerov", se menciona el nombre completo de Brett Sinclair.[cita requerida]